# Gymnoscelis lophopus
Gymnoscelis lophopus là một loài bướm đêm trong họ Geometridae.